# Nick Harbaruk
Nick Harbaruk, właśc. Mikołaj (Nicholas) Harbaruk (ur. 16 sierpnia 1943 w Drohiczynie zm. 10 marca 2011 w Scarborough) – amerykański hokeista zawodowy polskiego pochodzenia.

## Życie prywatne
Urodził się w Drohiczynie jako Mikołaj Harbaruk podczas II wojny światowej. Tuż po wojnie, w wieku pięciu lat wyemigrował wraz z rodziną do Kanady i osiedlił się w Toronto. Zmarł na raka kości. Miał żonę Nancy i dwie córki Kim Salmon.

## Kariera
- Toronto Marlboros (1960-1964)
  -  Pittsburgh Hornets (1961)
- Rochester Americans (1964-1965)
- Tulsa Oilers (1964-1969)
- Vancouver Canucks (1969)
- Pittsburgh Penguins (1969-1973)
- Indianapolis Racers (1973-1976)
- Oklahoma City Blazers (1976-1977)
- Indianapolis Racers (1977)

W lidze NHL rozegrał pięć sezonów. Po zakończeniu kariery zawodniczej był trenerem w Seneca College.

## Sukcesy
Klubowe
- Hamilton Spectator Trophy: 1964 z Toronto Marlboros
- J. Ross Robertson Cup: 1964 z Toronto Marlboros
- George Richardson Memorial Trophy: 1964 z Toronto Marlboros
- Memorial Cup: 1964 z Toronto Marlboros
- Mistrzostwo dywizji: 1965 z Rochester Americans
- Mistrzostwo sezonu regularnego: 1965 z Rochester Americans
- Puchar Caldera: 1965 z Rochester Americans
- Adams Cup: 1968 z Tulsa Oilers

## Statystyki – sezony zasadnicze
| Sezon        | Drużyna             | Wiek   | Liczba meczów | Gole | Asysty | Punkty | Kary w min. |
| ------------ | ------------------- | ------ | ------------- | ---- | ------ | ------ | ----------- |
| 1969-1970    | Pittsburgh Penguins | 26 lat | 74            | 5    | 17     | 22     | 56          |
| 1970-1971    | Pittsburgh Penguins | 27 lat | 78            | 13   | 12     | 25     | 108         |
| 1971-1972    | Pittsburgh Penguins | 28 lat | 78            | 12   | 17     | 29     | 46          |
| 1972-1973    | Pittsburgh Penguins | 29 lat | 78            | 10   | 15     | 25     | 47          |
| 1973-1974    | St. Louis Blues     | 30 lat | 56            | 5    | 14     | 19     | 16          |
| Podsumowanie |                     |        | 364           | 45   | 75     | 120    | 273         |

## Statystyki – playoff
| Sezon        | Drużyna             | Wiek   | Liczba meczów | Gole | Asysty | Punkty | Kary w min. |
| ------------ | ------------------- | ------ | ------------- | ---- | ------ | ------ | ----------- |
| 1969-1970    | Pittsburgh Penguins | 26 lat | 10            | 3    | 0      | 3      | 20          |
| 1971-1972    | Pittsburgh Penguins | 28 lat | 4             | 0    | 1      | 1      | 0           |
| Podsumowanie |                     |        | 14            | 3    | 1      | 4      | 20          |